# Robert Stangland
Robert Sedgewick Stangland (Nueva York, 5 de octubre de 1881 - Nyack, 15 de diciembre de 1953) fue un atleta estadounidense que se especializa en saltos en extensión.
 
Participó en los Juegos Olímpicos de Saint Louis 1904 ganando dos medallas de bronce en el salto de longitud y triple salto.